# Закон Магнитски
Законът „Магнитски“, също Закон за / на Магнитски, официално Закон за отмяна на (Поправката на) Джаксън-Ваник за Русия и Молдова и за отговорност за върховенството на закона за Сергей Магнитски (на английски: Russia and Moldova Jackson–Vanik Repeal and Sergei Magnitsky Rule of Law Accountability Act of 2012), е федерален закон на САЩ, приет от Конгреса на САЩ през ноември-декември 2012 г. и подписан от президента на САЩ Барак Обама на 14 декември с.г.

## Предистория
През 2009 руският данъчен адвокат Сергей Магнитски умира в затвор в Москва след разследването на измама на стойност от 230 милиона щатски долара, свързана с руски данъчни служители. Магнитски бива обвинен в извършването на измамата от руски длъжностни лица и задържан. Докато е в затвора, Магнитски получава камъни в жлъчката, панкреатит и калкулозен холецистит, но не получава медицинска помощ с месеци. След почти година лишаване от свобода бива пребит до смърт, докато е в попечителство.
Приятел на Магнитски, Бил Браудър, разгласява случая и лобира американското правителство да предприеме закон, който санкционира руснаци, включени в корупция. Браудър подава случая на сенатори Бенджамин Кардин и Джон Маккейн, които насърчават законодателният процес.

### Търговски облекчения
Този закон отменя за Русия и Молдова действието на Поправката на Джаксън-Ваник (предложена от конгресмените Хенри Мартин Джаксън [Henry Martin "Scoop" Jackson] и Чарлс Албърт Ваник [Charles Albert Vanik]) от 1974 г. към Закона за търговията, който ограничава търговията със страните, препятстващи емиграцията и нарушаващи други права на човека.
Заедно с това предоставя на Русия и Молдова статута „постоянни нормални търговски отношения“ (permanent normal trade relations), който термин заменя в САЩ през 1998 г. общоприетия в света статут на „най-облагодетелствана нация“.

### Персонални санкции
Законът обаче е повече известен с въвеждането на персонални санкции по отношение на лицата, отговорни за нарушаване на правата на човека и на принципа на върховенството на закона в Русия. Първоначално е насочен предимно срещу лицата (изредени в т.нар. Списък „Магнитски“ от 2010 г.), подозирани в съпричастност към смъртта на руския адвокат и данъчен счетоводител Сергей Магнитски в болница на следствения изолатор № 1 в Москва през 2009 г. Персоналните санкции включват визови ограничения (забрани) за влизане в САЩ и блокиране на финансови активи в банки на САЩ. По-късно списъкът на санкционираните лица е допълван няколко пъти.

## Разширяване
От 2016 г. законът в санкционната му част се прилага не само срещу Русия, но и в световен мащаб, като упълномощава правителството на Съединените щати да налага санкции на всеки гражданин, когото смята за нарушител на човешките права, да замрази активите му и да му забрани влизането в САЩ. Санкции вече могат да бъдат наложени на търговски дружества и други организации. Разширен е не само обхватът на санкционираните, но и спектърът от санкции.
По обвинения в корупция Службата за контрол на чуждестранните активи на Министерството на финансите на САЩ обявява санкции срещу 6 български бизнесмени на 2 юни 2021 г.

## Реакции
Само 2 седмици след приемането на закона – на 28 декември 2012 г., Държавната дума на Русия приема ответен закон за санкции срещу американци, виновни за престъпления срещу граждани на Русия. По-късно премиерът Дмитрий Медведев заявява, че законът е „приет на емоционална вълна..., но нито юридически, нито фактически не е свързан със закона Магнитски“.
След обявяването на санкциите срещу българските граждани служебното правителство на Стефан Янев създава постоянна работна група, за дa се пpeдпaзят дpyжecтвaтa c дъpжaвнo и oбщинcĸo yчacтиe и дpyги paзпopeдитeли c дъpжaвни средства oт санкциите.

## Аналози
Други страни – Естония (2016), Канада (2017), Великобритания (2017), Литва (2017), Латвия (2018), са приели аналогични закони в своето законодателство.